# ポストアナーキズム
ポストアナーキズムあるいはポスト無政府主義は「アナーキズム（無政府主義）」がその成立の条件を失った（と思われた）時代を背景として成立した文化上の運動のこと。ポスト構造主義とポストモダニズムの理念を用いて、アナーキズムを発展させた哲学である。
ポスト構造主義のジル・ドゥルーズ 、 ミシェル・フーコー、ポストフェミニズムのジュディス・バトラー、ポストマルクス主義のエルネスト・ラクラウ、ジャン・ボードリヤール、シャンタル・ムフ、アナーキズムのエマ・ゴールドマン、マックス・シュティルナーや精神分析学など多様な分野を参考にする。又、ピエール・ジョゼフ・プルードン、ミハイル・バクーニン、ピョートル・クロポトキンの思想を読み直し、新しい結論を出す。

接頭辞「ポスト」は、古典的なアナーキズムの概念との決裂を現す。当時対立していた資本主義と政府の姿が変化し、現代の状況に対応するためジル・ドゥルーズ 、 ミシェル・フーコー、ジャック・デリダ、ジャック・ラカン、ジャン＝フランソワ・リオタールなどの思想の導入を図る。この思想家たちはアナーキストでないという事実にもかかわらず、彼らの思想はポストアナーキズムの核心的な課題に関連する。
・スピーチの脱構築による解放
・体と性的感性の変性
・フーコーの系譜学
・二進の西洋思想の脱構築
・性差による社会的地位の脱構築 
フランスでは、ミシェル・オンフレとダニエル・コルソンはポスト・アナーキズムの思想に近いとされる。

## トッド・メイ
ポスト・アナーキズムの思想家であるトッド・メイは主にエマ・ゴールドマンやミシェル・フーコーの著書を通じて、ポスト・構造主義の観点から理解する権威に基づいたポスト・構造主義アナーキズムを論じている。

## ソール・ニューマンのラカン派アナーキズム
ソール・ニューマンのラカン派アナーキズムは、主にジャック・ラカンとマックス・シュティルナーの著書を引用して、ピョートル・クロポトキンやミハイル・バクーニンの自然的で客観的な「人間性」等の概念を批判する。

## ルイス・コール
デカルト思想の主体を否定し、フリードリヒ・ニーチェの著書を通じてポスト・アナーキズム理論の発展を試みた。これによって生成のアナーキズムという原理的なアナーキズムを可能にする。このアナーキズムは「存在」の中で浮遊せず、偶有性を目的としない。また、発展の最終段階でも静的な発展でもなく、目的のない方法のように永続する生成のこと。

## ミシェル・オンフレ
ミシェル・オンフレは、死を連想させる２０世紀の出来事（ナチスとソ連の全体主義）を参考にし、リベルテールの思想を現在に定着させる必要があると考える。又、１９世紀のアナーキズムにとどまらず、現在に適応するべきとする。この点に関して、オンフレは、社会の構成は必然的に個人の自由を妨げると考えるアナーキストと対立する立場を取る。政府の概念は変化しており、この状況を踏まえ柔軟に対応する必要があるとする。政府はツールであり、リベルテール思想のツールとしても使用が可能だと述べている。
経済について、資本主義は製造法、自由主義は配分とそれぞれの役割をはっきり区別する。反自由主義の左派だが、理想はプルードンの左派であり、社会主義派ではない。プルードンの財産についての著書を基盤にリベルテール資本主義の実現が可能だと考える。　
オンフレのアナーキズムはニーチェの著書（「私にとって従うことは先導するほど不快である」フリードリヒ・ニーチェ『悦ばしき知識』）やジル・ドゥルーズのミクロな次元での抵抗についての著書を基盤とする。また、ジュリアン・オフレ・ド・ラ・メトリー、アリスティッポス、ピエール・ブルデュー、ミシェル・フーコー等の思想も受け継ぐ。
アナーキズム政治と快楽主義の倫理はオンフレ思想で深く関係している。オンフレは「快楽主義と倫理の関係は無政府主義と政治の関係と同様である」と『反抗のポリティーク』で述べている。これはポスト・キリスト教の道徳についての探求と徹底的な無神論を追求した結果でもある。
ポスト・アナーキズム思想家でありながらリベルテールと名乗っていない思想家からリベルテール的な反抗の基盤を探求しようとする姿勢がオンフレの特徴である。「最近発表されているアナーキズム史に不足している部分について取り組もうと思う。それは、五月革命 (フランス)とその影響についてである。この反体制運動自体についてではなく、どのような思想がその出来事を生み出すのか、何がその出来事を伴うのか、そしてそこから何が生じるのか。従って、アンリ・ルフェーヴル『日常生活批判』の再考、ラウル・ヴァネゲム 『Le traité de savoir-vivre à l'usage des jeunes générations』を読み直し、ミシェル・フーコー『監獄の誕生』、ドゥルーズとガタリ共著『ミル・プラトー』やマイケル・ハートとアントニオ・ネグリ共著『〈帝国〉』等の取り組みを引き継ぐ必要があるのかもしれない。リベルテールと名乗っていない著者でありながら、ジャン・グラーヴ、ハン・ライナー、ジェラール・ラカーズ・デュティエの記録より現代アナーキズムの的確な分析を可能にする。」。
オンフレにとって、ポスト・アナーキズムはこのように省略できるのかもしれない「リベルテール政治を求めるということは見方を逆さまにするということである。それは政治に従属する経済と倫理を益する政治であり、責任の倫理より信念の倫理を重視し、一個人が益する機械に組織の役割を収縮する。「……」リベルテールは生を望み、生をほめたたえる。